# Bunomys prolatus
Bunomys prolatus — вид пацюків (Rattini), ендемік Сулавесі, Індонезія.

## Морфологічна характеристика
Довжина голови й тулуба 156–179 мм, довжина хвоста 125–142 мм, довжина задніх лап 32–40 мм, довжина вух 23–28 мм. Волосяний покрив довгий, щільний і м'який. Верхні частини сірувато-коричневі, а черевні темно-сірі. Вуха коричневі, покриті короткою шерстю. Ноги довгі й тонкі. Хвіст коротший за голову і тулуб, рівномірно темно-коричневий, іноді з білим кінчиком і вкритий лусочками, кожна з яких супроводжується трьома волосками.

## Середовище проживання
Цей вид відомий лише з району 1830 мерів над рівнем моря на Гунунг-Тамбусісі, Сулавесі (Індонезія). Проживає в гірських лісах, на коротких і дуже мохових ділянках.

## Загрози й охорона
Основною загрозою, ймовірно, буде втрата середовища проживання через розширення сільського господарства та лісозаготівельну діяльність. Єдина відома місцевість, мабуть, лежить у заповідній зоні (природний заповідник Моровалі).